# Annette Schwarz (Politikerin)

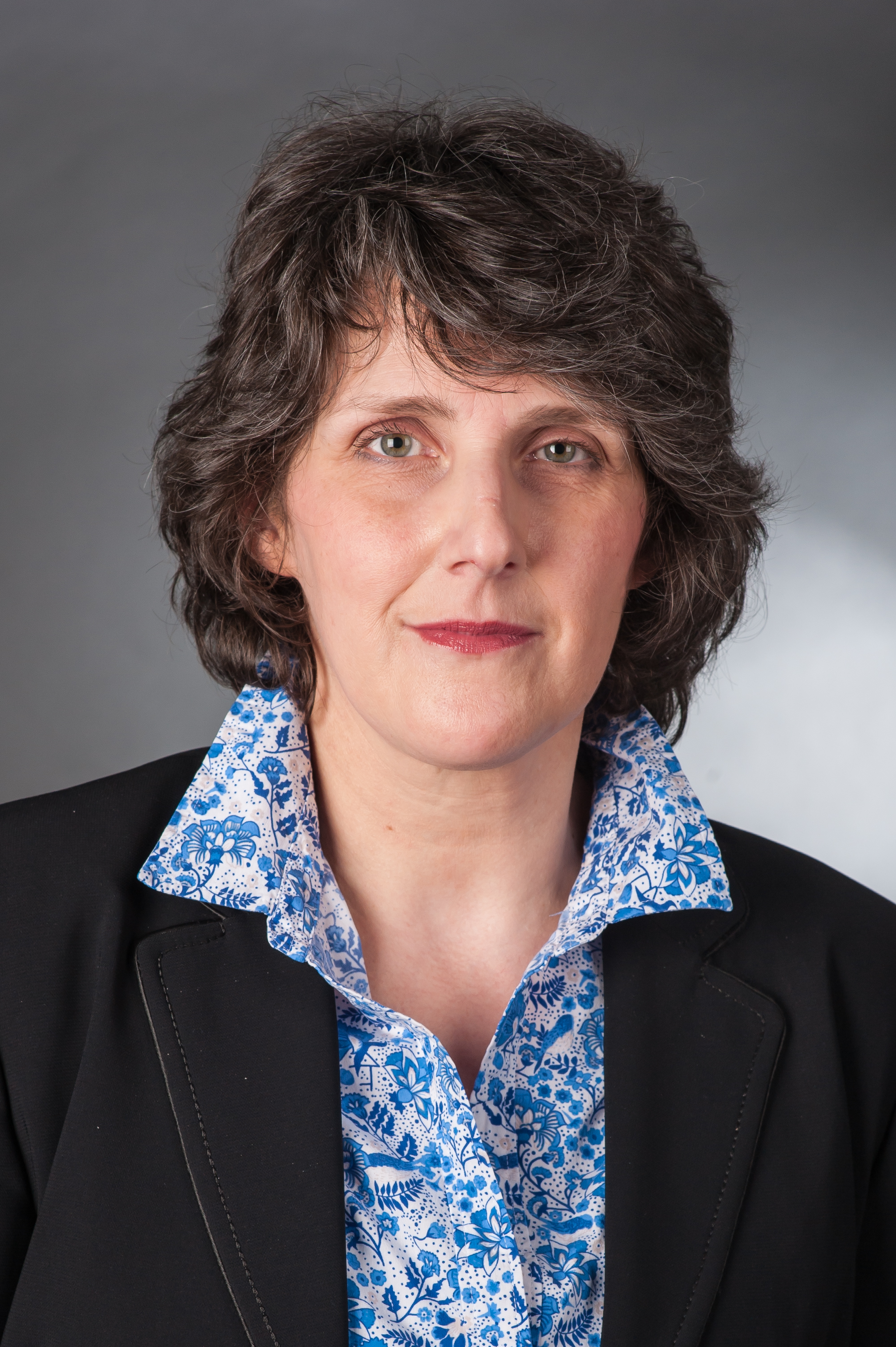
Annette Schwarz, 2013

Annette Schwarz (* 17. Januar 1962 in Delmenhorst; † 30. Dezember 2020 ebenda) war eine deutsche Politikerin (CDU). Sie war von 1998 bis 2008 sowie von 2011 bis 2017 Abgeordnete des Niedersächsischen Landtages.

## Leben
Nach dem Besuch der Realschule und des Fachgymnasiums machte Schwarz eine Ausbildung zur Gärtnerin in Ganderkesee. Danach studierte sie Raum- und Umweltplanung an der Universität Kaiserslautern. Später war sie als Diplomingenieurin in Saarbrücken, Frankfurt am Main und Bremen tätig.
Annette Schwarz war verheiratet und hatte vier Kinder.

## Politik

### Kommunalpolitik
Schwarz war seit 1995 Mitglied der CDU. Von 1996 bis 2016 war sie Mitglied des Rates der Stadt Delmenhorst und des Ortsrates Hasbergen. Von 1997 bis 2006 gehörte sie dem Vorstand des CDU-Kreisverbandes Delmenhorst an, von 2000 bis 2006 als Kreisvorsitzende.

### Landespolitik
Schwarz wurde bei der Landtagswahl 1998 über die Landesliste der CDU in den Niedersächsischen Landtag gewählt und gewann bei der Landtagswahl 2003 das Direktmandat im Wahlkreis Delmenhorst. Bei der Landtagswahl 2008 unterlag sie in ihrem Wahlkreis der SPD-Kandidatin Swantje Hartmann, weshalb sie den erneuten Einzug in den Landtag verfehlte.
Nach der Ernennung des Landtagsabgeordneten Hans-Christian Biallas zum Präsidenten der Klosterkammer Hannover und dessen damit verbundener Mandatsniederlegung rückte Schwarz am 28. Juni 2011 für ihn in den Niedersächsischen Landtag nach. Bei der darauffolgenden Landtagswahl 2013 gewann sie im Wahlkreis Delmenhorst erneut das Direktmandat. Zur Landtagswahl 2017 trat sie nicht wieder an.